# Rossinyol de les Izu
El rossinyol de les Izu (Larvivora tanensis; syn: Larvivora akahige tanensis) és un tàxon d'ocell de la família dels muscicàpids (Muscicapidae). És endèmic de les illes Izu i les illes properes a Kyūshū (al sud de l'arxipèlag japonès). El seu hàbitat natural és el sotabosc de boscos temperats. El seu estat de conservació es considera vulnerable.

## Taxonomia
El Handook of the Birds of the World i la quarta versió de la BirdLife International Checklist of the birds of the world (desembre 2019), consideren que aquest tàxon tindria la categoria d'espècie. Tanmateix, altres obres taxonòmiques, com la llista mundial d'ocells del Congrés Ornitològic Internacional (versió 12.1, gener 2022), el consideren una subespècie del rossinyol del Japó (Larvivora akahige).